# Coleophora sternipennella
Coleophora sternipennella é uma espécie de mariposa do gênero Coleophora pertencente à família Coleophoridae.